# Tom B. Bottomore
Thomas Burton Bottomore (* 8. April 1920; † 9. Dezember 1992 in Sussex) war ein britischer Soziologe.

## Leben und Werk
Bottomore studierte an der London School of Economics und war dort von 1952 bis 1964 Dozent (Reader) für Soziologie. Danach lehrte er von 1965 bis 1967 als Professor an der Simon Fraser University (British Columbia, Kanada) und von 1968 bis 1985 als Professor für Soziologie an der University of Sussex.
Bottomore war ein über Großbritannien hinaus bekannter Soziologe. Seine Einführung in die Soziologie (Sociology, 1962) fand auch in der nicht-englischsprachigen Welt weite Verbreitung. Neben seinen zahlreichen Veröffentlichungen zu Klassen, Eliten, soziologischer Analyse und dem modernen Kapitalismus fungierte er als Herausgeber von A Dictionary of Marxist Thought (1983) und The Blackwell Dictionary of Twentieth Century Social Thought (1993) sowie als Übersetzer.
Von 1974 bis 1978 war er Präsident der International Sociological Association.
Bottomore war Mitglied der Labour Party. Sein unorthodoxer Marxismus orientierte sich am Austromarxismus und an der Frankfurter Schule.

## Publikationen (Auswahl)
- Sociology: A Guide to Problems & Literature. Allen & Unwin, London 1962.
- Elites and Society. Watts, London 1964; Penguin, Harmondsworth 1966. (dt. Ü.: Elite und Gesellschaft. Beck, München 1974, 3. Aufl.)
- Classes in Modern Society. Allen & Unwin, London 1965.
- Critics of Society: Radical Thought in North America. Allen & Unwin, London 1967
- Karl Marx (1969)
- Marxist Sociology (1975)
- Soziale Schichtung. In: René König (Hrsg.): Handbuch der empirischen Sozialforschung. 2. Auflage, TB-Ausgabe, Bd. 5: Soziale Schichtung und Mobilität. Enke, Stuttgart 1976, S. 1–39.
- Political Sociology (1979) (dt. Ü.: Politische Soziologie Kohlhammer, Stuttgart 1981)
- (Editor) A Dictionary of Marxist Thought. Blackwell, Oxford 1983 (Paperback 1985)
- The Frankfurt School of Critical Theory (1984)
- Theories of Modern Capitalism (1985)
- Between Marginalism and Marxism: The Economic Sociology of J A Schumpeter (1992)
- The Frankfurt School and Its Critics. Routledge, London 2002.

## Herausgeberschaften
- (mit Robert Nisbet) A History of Sociological Analysis (1979)
- A Dictionary of Marxist Thought (1983)
- The Blackwell Dictionary of Twentieth Century Social Thought (1993)

## Übersetzungen
- (mit David Frisby) Georg Simmel - The Philosophy of Money (1982)